# Ips hoppingi
Ips hoppingi es una especie de escarabajo del género Ips, tribu Ipini, familia Curculionidae. Fue descrita científicamente por Lanier en 1970.
Se mantiene activa durante los meses de agosto y diciembre.

## Distribución y hábitat
Se distribuye por Estados Unidos. Se sabe que esta especie habita muy comúnmente en pinos piñoneros ubicados en el centro-oeste, en los que se alimenta e infecta.